# Balangiga
Balangiga (Bayan ng Balangiga) är en kommun i Filippinerna. Kommunen ligger på ön Samar, och tillhör provinsen Östra Samar. Folkmängden uppgår till 10 662 invånare.
Balangiga är indelat i 13 barangayer.